# Tijana Bogdanović
Tijana Bogdanović (Kruševac, 4. svibnja 1998.) srbijanska je taekwondoašica. Članica je Taekwondo kluba »Galeb«.

## Životopis
Rođena je 1998. u Kruševcu. Taekwondo trenira od svoje četvrte godine, a aktivno se počinje natjecati od 2004. godine. U mlađekadetskoj (pionirskoj) konkurenciji osvajala je Prvenstva Srbije i Međunarodne Galebove trofeje više puta u razdoblju između 2005. i 2009. godine.
Prelaskom u kadetsku konkurenciju 2010. upisuje prve nastupe na međunarodnim natjecanjima. Tako je 2010. osvojila Otvoreno prvenstvo Hrvatske u Zagrebu (Croatia Open) i Balkansko prvenstvo. Uz Prvenstvo i Kup Srbije, 2011. godine osvaja zlatna odličja na Međunarodnom dječjem prvenstvu u Njemačkoj i Otvorenom prvenstvu Austrije (Austria Open).
U juniorskoj kategoriji došla je do naslova europske juniorske prvakinje na prvenstvu u portugalskom Portu. Time je Srbiji donijela prvo juniorsko odličje u taekwondou. Sljedeće godine okitila se i svjetskim juniorskim zlatom u Taipeiju, prvim u srpskoj športskoj povijesti.
Profesionalnu, seniorsku karijeru započela je osvajanjem srebra na 1. Europskom klupskom prvenstvu u Ateni. Na prvom izdanju Europskih igara 2015. u azerbajdžanskom Bakuu osvaja srebro u kategoriji do 49 kilograma. Iste godine u istoj kategoriji osvojila je i svjetsku broncu u Čeljabinsku.